# Équipe cycliste Nice
L'équipe cycliste Nice est une équipe continentale basée au Koweït créée et ayant eu le statut d'équipe continentale en 2017. 

## Histoire de l'équipe
L'équipe démarre en Espagne le 26 janvier 2017 avec le Trofeo Porreres-Felanitx-Ses Salines-Campos, première étape du Challenge de Majorque qui en compte trois autres. Elle enchaîne en février avec une série de six courses au Maroc : les Challenges de la Marche verte et les Challenge du Prince. Sur l'ensemble de ces courses, elle est représentée par seulement cinq coureurs (Thomas Vaubourzeix, Jérôme Pulidori, Ryan MacAnally, Gaspar Mas et Cédric Jolidon) contre huit pour les autres formations sur les courses espagnoles. Elle réapparait une dernière fois au mois de mai lors de deux courses en Suède et en Suisse où sont notamment présent les nouvelles recrues Edward Greene et Manuel Zobrist. Montée avec peu de moyens, l'équipe n'a disputé durant son existence que 12 épreuves sur une période de quatre mois.

## Classements UCI
L'équipe participe aux circuits continentaux et principalement à des épreuves de l'UCI Asia Tour. Le tableau ci-dessous présente les classements de l'équipe sur ce circuit, ainsi que son meilleur coureur au classement individuel.
UCI Asia Tour
| Saison | Classement par équipes | Meilleur coureur au classement individuel |
| ------ | ---------------------- | ----------------------------------------- |
| 2017   | -                      | -                                         |

## Nice en 2017[1]

### Effectif
| Cycliste               | Date de naissance | Nationalité    | Équipe 2016                 |  |
| ---------------------- | ----------------- | -------------- | --------------------------- |  |
| Ibrahim Al Jeraiwi     | 22 mai 1997       | Koweït         | Massi-Kuwait Project        |  |
| Hussain Alsaffar       | 21 janvier 1997   | Koweït         | Massi-Kuwait Project        |  |
| Ali Dashti             | 1er mai 1988      | Koweït         |                             |  |
| Edward Greene          | 26 novembre 1990  | Afrique du Sud |                             |  |
| Cédric Jolidon         | 10 avril 1998     | Suisse         |                             |  |
| Ryan MacAnally         | 14 septembre 1992 | Australie      | Pegasus Continental         |  |
| Gaspar Mas             | 19 décembre 1994  | Espagne        | Benicàssim Me Gusta-Luk     |  |
| Kacper Nowicki         | 29 novembre 1996  | Pologne        |                             |  |
| Ariya Phounsavath      | 1er mars 1991     | Laos           | CC Villeneuve Saint-Germain |  |
| Jérôme Pulidori        | 19 juillet 1986   | France         | SPOC Nice                   |  |
| Bernard Van Aert       | 8 septembre 1997  | Indonésie      | Prima Indonesia             |  |
| Yeferson Andres Vargas | 6 novembre 1984   | Colombie       |                             |  |
| Thomas Vaubourzeix     | 16 juin 1989      | France         | Lupus Racing                |  |
| Jaime Vergara          | 12 juin 1987      | Colombie       | Construcciones Paulino      |  |
| Manuel Zobrist         | 8 mars 1997       | Suisse         |                             |  |

### Victoires
| Date       | Course                                 | Pays  | Classe | Vainqueur          |
| ---------- | -------------------------------------- | ----- | ------ | ------------------ |
| 09/02/2017 | Challenge du Prince - Trophée Princier | Maroc | 1.2    | Thomas Vaubourzeix |